# Phoebe Bufetová
Phoebe Bufetová (* 16. února 1967) (v anglickém originále Buffay nyní Buffay Hannigan) je fiktivní postava v americkém televizním seriálu Přátelé. Role Phoebe ztvárnila Lisa Kudrow. Do češtiny ji dabovala Stanislava Jachnická.
Phoebe je volnomyšlenkářská žena, masérka a folková písničkářka. Phoebe je tzv. dítě ulice, od čtrnácti let se musela spoléhat sama na sebe. Z okruhu jejích dávných kamarádů se rekrutují i lidé, kteří jsou na okrajích společnosti jako zloději a kapsáři. V jednom z dílů se dozvídáme, že Phoebe přepadla Rosse a vzala mu jeho vlastnoručně kreslený komiks Malý vědec. Později bydlí s Monicou a tak se seznamuje s celou partou. Odstěhuje se od Moniky kvůli její posedlosti mít věci na pravém místě. Jednu dobu bydlí i s Rachel. Umí francouzsky a italsky.
Phoebe má bratra Franka. Jemu a jeho starší ženě (původně profesorce) porodí trojčata. Děti dostanou jména Leslie, Frank a Chandler. Má sestru, dvojče Uršulu, která vystupuje v seriálu Jsem do tebe blázen, biologickou matku Phoebe Abbotovou a otce Franka Buffaye st. Kromě nich má ještě babičku, se kterou bydlí a která se o ní stará a půjčuje jí taxi. Babička ovšem někdy v polovině seriálu umírá. Phoebe se k tomu vyjádří: Určitě se na mě přijde někdy podívat, tak z toho nejsem tak smutná. Její adoptivní matka Lily spáchala sebevraždu a otčím strávil většinu života za mřížemi.

## Vztahy
Phoebe měla spoustu „úletů“ a krásných románků. Chodila se dvěma muži najednou, randila s policajtem, psychiatrem a dokonce i s ruským diplomatem. Měla také vztah s vědcem Davidem, ten jí ale odjede do Minsku. Později se znovu setkávají, ale ona už chodí s Mikem Hanniganem, za kterého se i provdá a později s ním bude plánovat rodinu.

## Osobnost
Její osobnost je velice složitá a „zvláštní“, prošla si mnoha těžkými událostmi a v určité míře se to na ní podepsalo. Nesnáší upjatost, nevěří v Boha ani evoluci, naproti tomu vyznává esoteriku a ráda hovoří o duchovnu. Je proti globalizaci a prudce odmítá sériovou výrobu zboží. Ve druhém díle čtvrté série se k ní zatoulá kočka a Phoebe je rozhodnuta věřit, že je to její reinkarnovaná matka, proto se jí ujímá a nechce se jí vzdát.
Nazpívala píseň Smraďoch o smradlavé kočce. Tato píseň se stala velmi slavnou díky Phoebině ziskuchtivé hudební partnerce Leslie (Elizabeth Daily), která „Smraďocha“ prodala do reklamy, ačkoliv to Phoebe nechtěla. Phoebe je ochránkyní zvířat, a proto nejí maso. Nesnáší kožichy, ovšem i přesto v šestém díle páté série nosí jeden, jenž zdědí po své babičce a o němž zjistí, že jí velmi sluší.